# Cyathea albomarginata
Cyathea albomarginata är en ormbunkeart som beskrevs av Robbin C. Moran. Cyathea albomarginata ingår i släktet Cyathea och familjen Cyatheaceae. Inga underarter finns listade.